# Loeskeobryum cavifolium
Loeskeobryum cavifolium là một loài Rêu trong họ Hylocomiaceae. Loài này được (Sande Lac.) M. Fleisch. ex Broth. mô tả khoa học đầu tiên năm 1925.